# Franz Pfeffer von Salomon
Franz Pfeffer von Salomon (Düsseldorf, 19 febbraio 1888 – Monaco di Baviera, 12 aprile 1968) è stato un politico e generale tedesco.

## Biografia
Franz Pfeffer von Salomon discendeva da una famiglia di recente nobiltà: suo padre Ludwig Pfeffer-Salomon (1852-1935) era un ricco industriale della Vestfalia nobilitato nel 1884 come Ludwig Pfeffer von Salomon con diploma di nobiltà ereditaria.
Il giovane Franz studiò diritto nelle università di Heidelberg, Marburgo e Münster e svolse gli esami di stato nel 1910, a Hamm, fallendo però nel suo tentativo di divenire avvocato e in questo periodo conobbe un suo futuro stretto collaboratore, Wilhelm Traupel.
A causa del suo fallimento negli studi giuridici si arruolò come Fahnenjunker (alfiere) nell'Infanterie-Regiment Nr.13 di Münster, venendo promosso nel 1911 sottotenente. Durante la prima guerra mondiale combatté sul fronte occidentale come capitano di un battaglione di fanti.

### Nei Freikorps
Dopo la fine della grande guerra si ritrovò come molti tedeschi in una pesante situazione di scontento: non era soddisfatto della conclusione della guerra e del trattato di Versailles e tra l'altro si ritrovava quasi povero essendo fallita l'impresa di suo padre (che produceva prodotti bellici), non avendo potuto far ricorso alla riconversione industriale. Come molti suoi amici o conoscenti quali Wilhelm von Schorlemer, Victor Band e Magnus von Levetzow si unì ai Freikorps e fondò il Freikorp "Westphalia", con il quale partecipò al Putsch di Kapp e ai combattimenti contro l'Armata Rossa nel Baltico, combattendo nello stesso battaglione di Theodor Adrian von Renteln.
Tra il 1923 e il 1925 prese parte al conflitto politico-militare contro la Francia e il Belgio, causato dall'occupazione francese della Vestfalia e della Ruhr.

### Nel Partito Nazista
Nel 1924 entrò in contatto con Joseph Goebbels, Karl Kaufmann e Helmuth Brückner, che erano i capi del partito nazionalsocialista dei lavoratori tedeschi in Vestfalia, aderendo al nazismo anche spinto dal suo strenuo antisemitismo. Il 1º novembre 1926 Hitler ordinò Pfeffer capo nazionale delle SA (Oberster Führer der SA); Heinrich Himmler, il futuro famigerato capo delle SS, divenne segretario personale di Pfeffer.
Durante la guida di Pfeffer il numero di aderenti alle SA salì notevolmente: dai 30.000 uomini del 1924 agli 80.000 del 1930; divennero membri delle SA importanti personaggi, come Heinrich-Christian Schäfer-Hansen, Ernst Udet, Erasmus von Masen-Ponickau. Entrato in conflitto con un'ala del partito, il 12 agosto 1930 Pfeffer lasciò il comando delle SA a seguito di disaccordi con Hitler sul ruolo del SA, e perché non era riuscito a impedire che il suo dirigente delle SA Walther Stennes di occupare brevemente gli uffici del partito nazista a Berlino. Dopo il licenziamento di Pfeffer, le SA furono guidate dal suo vice Otto Wagener, quindi Hitler nel novembre 1930 chiamò Ernst Röhm dal Sud America per seguire l'SA come capo di stato maggiore e assunse formalmente il comando supremo del SA.
Dal 1932 Pfeffer fu eletto deputato al Reichstag per il partito nazista, e restò tale fino al novembre 1941 quando, per i suoi rapporti con Rudolf Hess, fu espulso dal partito.
Successivamente Pfeffer fu molto sospetto al partito nazista, in quanto nel 1943 furono rinvenuti dei documenti che provavano il fatto che fosse coinvolto con altri gerarchi o ex gerarchi come Karl von Eberstein, Alexander von Dörnberg, Eugen von Quadt-Wykart-Isny (uscito dal partito nazista nel 1937), Rüdiger von der Goltz (1894-1976), Gottfried von Bismarck-Schönhausen, Wolf-Heinrich von Helldorf, Erich Kordt, Arthur Nebe, Ernst von Weizsäcker, Hans von Tschammer und Osten, Kuno von Eltz-Rübenach e Alexander von Wangenheim di aver cercato di mettere in pratica un putsch per abbattere Hitler, instaurare una dittatura militare e fare la pace con gli alleati; fu arrestato nel 1944 dopo il fallito attentato a Hitler per un breve periodo e dopo essere stato interrogato dagli stessi von Eberstein e Adolf von Bomhard fu scarcerato.

### Nel dopoguerra
Nel dopoguerra, trascorse gli ultimi anni della sua vita a Monaco di Baviera ed aderì al Partito Nazionale Tedesco; è considerato uno dei maggiori teorici del nazionalsocialismo accanto a Alfred Rosenberg e a Richard Walther Darré, in quanto anche dopo la fine del nazismo fu autore di numerosi saggi sull'etica popolare-totalitaria da lui approvata e teorizzata.